# Yasuyuki Kishino
Yasuyuki Kishino (jap. 岸野 靖之 Kishino Yasuyuki; ur. 13 czerwca 1958) – japoński piłkarz występujący na pozycji obrońcy.

## Kariera piłkarska
Od 1977 do 1990 roku występował w klubach Mitsubishi Motors i Yomiuri.

## Kariera trenerska
Po zakończeniu piłkarskiej kariery pracował jako trener w Verdy Kawasaki, Sagan Tosu, Yokohama FC i Kataller Toyama.